# John Legend
John Roger Stephens (n. 28 decembrie 1978), cunoscut sub numele de scenă John Legend, este un cântăreț, textier și actor american, câștigător a zece premii Grammy, un Glob de Aur și un premiu Oscar pentru piesa „Glory” din Selma.

## Discografie
- Get Lifted (2004)
- Once Again (2006)
- Evolver (2008)
- Love in the Future (2013)